# راموسية
الرَّاموسية كانت مجموعة من النظريات حول البلاغة والمنطق والتربية بناءً على تعاليم بطرس راموس ، الأكاديمي والفيلسوف الفرنسي الذي اعتنق الهوغونوتية والذي قُتل خلال مذبحة يوم القديس برثولماوس في أغسطس 1572 وهو صاحب الكتاب المشهور فن الجدل، وهو أول محاولة في اللغة الفرنسية للتخلص من سيطرة الالتزام بمحاكاة القدامى والبدء في تغليب العقل على النقل، ذلك التغليب الذي أدى إلى ظهور ما سمي بعصر النهضة.